# Wjatscheslaw Walerjewitsch Kuljomin
Wjatscheslaw Walerjewitsch Kuljomin (russisch Вячеслав Валерьевич Кулёмин; * 14. Juni 1990 in Noginsk, Russische SFSR) ist ein russischer Eishockeyspieler, der seit September 2018 beim HK Dynamo Moskau in der Kontinentalen Hockey-Liga unter Vertrag steht.

## Karriere
Wjatscheslaw Kuljomin begann seine Karriere als Eishockeyspieler in der Nachwuchsabteilung des HK ZSKA Moskau, für dessen zweite Mannschaft er von 2006 bis 2008 in der drittklassigen Perwaja Liga aktiv war. In der Saison 2008/09 gab der Flügelspieler sein Debüt für die Profimannschaft des HK ZSKA in der Kontinentalen Hockey-Liga. In der Saison 2009/10 stand er parallel zudem für die Juniorenmannschaft Krasnaja Armija Moskau in der multinationalen Nachwuchsliga Molodjoschnaja Chokkeinaja Liga (MHL) auf dem Eis. Auch in den folgenden zwei Spieljahren spielte Kuljomin sowohl in der KHL, als auch parallel für die Junioren in der MHL. Dabei gewann er  2011 mit dem Juniorenteam den Charlamow-Pokal, die Meisterschaftstrophäe der MHL.
Im Juli 2012 wechselte er innerhalb der KHL zu Witjas Tschechow, ein Jahr später zu Torpedo Nischni Nowgorod. Dort stand er bis Juli 2018 unter Vertrag.
Seit September 2018 steht Kuljomin beim HK Dynamo Moskau unter Vertrag.

### International
Für Russland nahm Kuljomin an der U18-Junioren-Weltmeisterschaft 2008 sowie der U20-Junioren-Weltmeisterschaft 2010 teil. Bei der U18-WM 2008 gewann er mit seiner Mannschaft die Silbermedaille.

## Erfolge und Auszeichnungen
- 2008 Silbermedaille bei der U18-Junioren-Weltmeisterschaft
- 2011 Charlamow-Pokal-Gewinn mit Krasnaja Armija Moskau

## KHL-Statistik
(Stand: Ende der Saison 2018/19)